# 戸田派武甲流薙刀術
戸田派武甲流薙刀術（とだはぶこうりゅうなぎなたじゅつ）は、薙刀術の流派のひとつ。鍵付薙刀を遣うことで知られる。他に剣・槍・鎖鎌術を併伝している。
古流薙刀術の流派の多くは薙刀対日本刀という想定の形が中心だが、この流派は剣・槍・鎖鎌に対する形が5本に対し、薙刀対薙刀（相薙刀）の形が11本と多いのが特徴である。
薙刀対薙刀の相薙刀を基本とした当流の技法は、全日本なぎなた連盟の形を制定する際、大いに参考にされたといわれる。

## 歴史
越前の朝倉家に仕えた戸田清眼（富田勢源と同一人物と思われる）を流祖とし、関東の戦国武将である北条氏邦夫妻がこれを学んだと伝えられる。その後は、北条家の家臣であったと伝えられる武州秩父（現・埼玉県秩父郡小鹿野町）の強矢家の家伝の流儀となる。
歴代の伝承者の中では、幕末の第13代の強矢良輔武行が有名である。強矢良輔は甲源一刀流の剣客として著名で、紀州藩付家老・水野家（新宮城主）の剣術指南役となり、傍ら江戸の四谷に道場を構えた。また、強矢良輔が「戸田派武甲流」と改称したとされる。

## 技法
- 相薙刀（薙刀合薙刀）十一本
  - 飛乱・虎乱・合位・風葉・水車　
  - 小手落之事・引落・迅雲・左右打留・突留
  - 片手返

- 太刀（薙刀合太刀）五本

- 槍（薙刀合槍）五本
  - 飛龍留・巻捨・摺入・水車隠・五固

- 鎖鎌（薙刀合鎖鎌）五本
  - 鎖留・鎖引・水月・片避・一足押

- 鍵付薙刀合太刀　五本
  - 岩波・後乗打・二重巻・異曲・管

- 鍵付薙刀合槍　五本
  - 鱗・巻落・左右冠・半月・気頭返

それぞれに表の形・裏の形がある。

## 系譜
- 流祖　戸田清眼
- 二代　北条氏邦
- 三代　大福御前
- 四代　強矢維行
- 五代　強矢弾正頼行
- 六代　強矢継利
- 七代　強矢維明
- 八代　強矢庸勝
- 九代　強矢頼忠
- 十代　強矢忠賀
- 十一代　強矢継政
- 十二代　強矢継賀
- 十三代　強矢良輔武行
- 十四代　強矢佐登夫（女）
- 十五代　小松古登夫（女）
- 十六代　矢沢勇夫（女）
- 十七代　村上秀雄（女）
- 十八代　小林清雄（女）
- 十九代　新田寿々雄（女）
- 二十代　中村陽一
  - 宗家代理　ケント・ソレンセン

## 宗家継承問題
二十代宗家は生前に兄弟子であり、十九代宗家より師範允可を受けた高弟でもあるデンマーク出身の師範を宗家代理に指名、後事を託して死去した。宗家代理は次代の宗家育成を続けている。
一方で、ケント・ソレンセンの門下で、2年程しか修業していない女性が、平成２５年１２月２０日に破門された後、流儀名を宗家代理に無断で商標登録した後に二十一代宗家を自称して活動しており、宗家の地位をめぐる諍いが発生している。

## リンク
- 戸田派武甲流薙刀術 - 公式サイト（自称二十一代宗家が活動する道場）
- 戸田派武甲流薙刀術 - 公式サイト（二十代宗家に指名された宗家代理が活動している道場）